# طوقچه قهوه‌ای
طوقچه قهوه‌ای (نام علمی: Hypocysta metirius) نام یک گونه از تبار قهوه‌ای‌بالان ساتیرینی است.